# 2006-os Formula–1 San Marinó-i nagydíj
A San Marinó-i nagydíj volt a 2006-os Formula–1 világbajnokság negyedik versenye, amelyet 2006. április 23-án rendeztek meg az olasz Autodromo Enzo e Dino Ferrari versenypályán, Imolában.

## Pénteki versenyzők
| Versenyző        | Csapat/Motor        |
| ---------------- | ------------------- |
| Alexander Wurz   | Williams-Cosworth   |
| Anthony Davidson | Honda               |
| Robert Doornbos  | Red Bull-Ferrari    |
| Robert Kubica    | BMW Sauber          |
| Giorgio Mondini  | MF1-Toyota          |
| Neel Jani        | Toro Rosso-Cosworth |
| nem volt         | Super Aguri-Honda   |

## Szabadedzések

### Első szabadedzés
A San Marinó-i nagydíj első szabadedzését április 21-én, pénteken tartották, közép-európai idő szerint 11:00 és 12:00 óra között. Az első helyet Michael Schumacher szerezte meg, Alexander Wurz és Robert Kubica előtt.
| Helyezés | Név                  | Csapat/Motor        | Elért idő  | Különbség | Futott kör |
| -------- | -------------------- | ------------------- | ---------- | --------- | ---------- |
| 1        | Michael Schumacher   | Ferrari             | 1:24.751   | –         | 4          |
| 2        | Alexander Wurz       | Williams-Cosworth   | 1:25.132   | + 0.381   | 19         |
| 3        | Robert Kubica        | BMW Sauber          | 1:25.942   | + 1.197   | 24         |
| 4        | Anthony Davidson     | Honda               | 1:26.012   | + 1.261   | 27         |
| 5        | Jarno Trulli         | Toyota              | 1:26.417   | + 1.666   | 7          |
| 6        | Robert Doornbos      | Red Bull-Ferrari    | 1:26.498   | + 1.747   | 18         |
| 7        | Felipe Massa         | Ferrari             | 1:26.596   | + 1.845   | 4          |
| 8        | David Coulthard      | Red Bull-Ferrari    | 1:26.678   | + 1.927   | 7          |
| 9        | Kimi Räikkönen       | McLaren-Mercedes    | 1:26.938   | + 2.187   | 5          |
| 10       | Christijan Albers    | MF1-Toyota          | 1:28.048   | + 3.297   | 13         |
| 11       | Scott Speed          | Toro Rosso-Cosworth | 1:28.498   | + 3.747   | 6          |
| 12       | Giorgio Mondini      | MF1-Toyota          | 1:28.969   | + 4.219   | 20         |
| 13       | Christian Klien      | Red Bull-Ferrari    | 1:29.106   | + 4.355   | 6          |
| 14       | Neel Jani            | Toro Rosso-Cosworth | 1:29.695   | + 4.944   | 13         |
| 15       | Tiago Monteiro       | MF1-Toyota          | 1:29.697   | + 4.946   | 13         |
| 16       | Vitantonio Liuzzi    | Toro Rosso-Cosworth | 1:30.348   | + 5.597   | 6          |
| 17       | Szató Takuma         | Super Aguri-Honda   | 1:31.217   | + 6.466   | 17         |
| 18       | Ide Judzsi           | Super Aguri-Honda   | 1:31.482   | + 6.731   | 17         |
| 19       | Fernando Alonso      | Renault             | idő nélkül |           | 3          |
| 20       | Ralf Schumacher      | Toyota              | idő nélkül |           | 1          |
| 21       | Giancarlo Fisichella | Renault             | idő nélkül |           | 2          |
| 22       | Juan Pablo Montoya   | McLaren-Mercedes    | idő nélkül |           | 1          |
| 23       | Nick Heidfeld        | BMW Sauber          | idő nélkül |           | 1          |
| 24       | Jacques Villeneuve   | BMW Sauber          | idő nélkül |           | 1          |
| 25       | Rubens Barrichello   | Honda               | idő nélkül |           | 1          |
| 26       | Mark Webber          | Williams-Cosworth   | idő nélkül |           |            |
| 27       | Nico Rosberg         | Williams-Cosworth   | idő nélkül |           |            |
| 28       | Jenson Button        | Honda               | idő nélkül |           |            |

### Második szabadedzés
A San Marinó-i nagydíj második szabadedzését április 21-én, pénteken tartották, közép-európai idő szerint 14:00 és 15:00 óra között. Az első helyen Fernando Alonso végzett, Michael Schumachert és Robert Kubicát megelőzve.
| Helyezés | Név                  | Csapat/Motor        | Elért idő | Különbség | Futott kör |
| -------- | -------------------- | ------------------- | --------- | --------- | ---------- |
| 1        | Fernando Alonso      | Renault             | 1:25.043  | –         | 15         |
| 2        | Michael Schumacher   | Ferrari             | 1:25.371  | + 0.328   | 13         |
| 3        | Robert Kubica        | BMW Sauber          | 1:25.421  | + 0.378   | 31         |
| 4        | Anthony Davidson     | Honda               | 1:25.699  | + 0.656   | 31         |
| 5        | Felipe Massa         | Ferrari             | 1:25.879  | + 0.836   | 16         |
| 6        | Giancarlo Fisichella | Renault             | 1:25.991  | + 0.948   | 15         |
| 7        | Jarno Trulli         | Toyota              | 1:26.029  | + 0.986   | 24         |
| 8        | Alexander Wurz       | Williams-Cosworth   | 1:26.328  | + 1.285   | 31         |
| 9        | Juan Pablo Montoya   | McLaren-Mercedes    | 1:26.334  | + 1.291   | 15         |
| 10       | Nick Heidfeld        | BMW Sauber          | 1:26.387  | + 1.344   | 7          |
| 11       | Jenson Button        | Honda               | 1:26.427  | + 1.384   | 12         |
| 12       | Kimi Räikkönen       | McLaren-Mercedes    | 1:26.500  | + 1.457   | 16         |
| 13       | Rubens Barrichello   | Honda               | 1:26.653  | + 1.610   | 19         |
| 14       | Christijan Albers    | MF1-Toyota          | 1:26.783  | + 1.740   | 24         |
| 15       | Jacques Villeneuve   | BMW Sauber          | 1:26.797  | + 1.754   | 13         |
| 16       | Robert Doornbos      | Red Bull-Ferrari    | 1:26.917  | + 1.874   | 27         |
| 17       | Nico Rosberg         | Williams-Cosworth   | 1:26.989  | + 1.946   | 10         |
| 18       | Vitantonio Liuzzi    | Toro Rosso-Cosworth | 1:27.128  | + 2.085   | 24         |
| 19       | Mark Webber          | Williams-Cosworth   | 1:27.157  | + 2.114   | 6          |
| 20       | David Coulthard      | Red Bull-Ferrari    | 1:27.503  | + 2.460   | 12         |
| 21       | Tiago Monteiro       | MF1-Toyota          | 1:27.544  | + 2.501   | 20         |
| 22       | Ralf Schumacher      | Toyota              | 1:27.639  | + 2.596   | 5          |
| 23       | Scott Speed          | Toro Rosso-Cosworth | 1:27.719  | + 2.676   | 25         |
| 24       | Christian Klien      | Red Bull-Ferrari    | 1:27.990  | + 2.947   | 12         |
| 25       | Neel Jani            | Toro Rosso-Cosworth | 1:28.361  | + 3.318   | 21         |
| 26       | Giorgio Mondini      | MF1-Toyota          | 1:28.833  | + 3.790   | 27         |
| 27       | Szató Takuma         | Super Aguri-Honda   | 1:29.870  | + 4.827   | 23         |
| 28       | Ide Judzsi           | Super Aguri-Honda   | 1:31.042  | + 5.999   | 20         |

### Harmadik szabadedzés
A San Marinó-i nagydíj harmadik, szombati szabadedzését április 22-én, közép-európai idő szerint 11:00 és 12:00 óra között tartották, amelyet Michael Schumacher nyert meg, a második Fernando Alonso lett, míg Giancarlo Fisichella harmadikként végzett.
| Helyezés | Név                  | Csapat/Motor        | Elért idő  | Különbség | Futott kör |
| -------- | -------------------- | ------------------- | ---------- | --------- | ---------- |
| 1        | Michael Schumacher   | Ferrari             | 1:23.787   | –         | 14         |
| 2        | Fernando Alonso      | Renault             | 1:24.068   | + 0.281   | 15         |
| 3        | Giancarlo Fisichella | Renault             | 1:24.377   | + 0.590   | 21         |
| 4        | Felipe Massa         | Ferrari             | 1:24.383   | + 0.596   | 17         |
| 5        | Kimi Räikkönen       | McLaren-Mercedes    | 1:24.626   | + 0.839   | 12         |
| 6        | Ralf Schumacher      | Toyota              | 1:24.667   | + 0.880   | 21         |
| 7        | Jenson Button        | Honda               | 1:24.850   | + 1.063   | 23         |
| 8        | Jacques Villeneuve   | BMW Sauber          | 1:24.916   | + 1.129   | 13         |
| 9        | Christian Klien      | Red Bull-Ferrari    | 1:24.984   | + 1.197   | 13         |
| 10       | Vitantonio Liuzzi    | Toro Rosso-Cosworth | 1:24.994   | + 1.207   | 15         |
| 11       | Rubens Barrichello   | Honda               | 1:25.041   | + 1.254   | 20         |
| 12       | Mark Webber          | Williams-Cosworth   | 1:25.205   | + 1.418   | 14         |
| 13       | David Coulthard      | Red Bull-Ferrari    | 1:25.575   | + 1.788   | 15         |
| 14       | Scott Speed          | Toro Rosso-Cosworth | 1:25.662   | + 1.875   | 19         |
| 15       | Nick Heidfeld        | BMW Sauber          | 1:25.701   | + 1.914   | 9          |
| 16       | Christijan Albers    | MF1-Toyota          | 1:25.803   | + 2.016   | 22         |
| 17       | Jarno Trulli         | Toyota              | 1:25.806   | + 2.019   | 15         |
| 18       | Tiago Monteiro       | MF1-Toyota          | 1:26.476   | + 2.689   | 18         |
| 19       | Nico Rosberg         | Williams-Cosworth   | 1:27.019   | + 3.232   | 11         |
| 20       | Szató Takuma         | Super Aguri-Honda   | 1:28.267   | + 4.480   | 18         |
| 21       | Ide Judzsi           | Super Aguri-Honda   | 1:29.330   | + 5.543   | 20         |
| 22       | Juan Pablo Montoya   | McLaren-Mercedes    | idő nélkül |           | 1          |

## Időmérő edzés
Michael Schumacheré lett a pole-pozíció a két Honda előtt. Massa negyedik, Alonso ötödik lett.
| Helyezés | Versenyző            | Csapat/Motor        | 1. rész  | 2. rész  | 3. rész  |
| -------- | -------------------- | ------------------- | -------- | -------- | -------- |
| 1        | Michael Schumacher   | Ferrari             | 1:24.598 | 1:22.579 | 1:22.795 |
| 2        | Jenson Button        | Honda               | 1:24.480 | 1:23.749 | 1:22.988 |
| 3        | Rubens Barrichello   | Honda               | 1:24.727 | 1:23.760 | 1:23.242 |
| 4        | Felipe Massa         | Ferrari             | 1:24.884 | 1:23.595 | 1:23.702 |
| 5        | Fernando Alonso      | Renault             | 1:23.536 | 1:23.743 | 1:23.709 |
| 6        | Ralf Schumacher      | Toyota              | 1:24.370 | 1:23.565 | 1:23.772 |
| 7        | Juan Pablo Montoya   | McLaren-Mercedes    | 1:24.960 | 1:23.760 | 1:24.021 |
| 8        | Kimi Räikkönen       | McLaren-Mercedes    | 1:24.259 | 1:23.190 | 1:24.158 |
| 9        | Jarno Trulli         | Toyota              | 1:24.446 | 1:23.727 | 1:24.172 |
| 10       | Mark Webber          | Williams-Cosworth   | 1:24.992 | 1:23.718 | 1:24.795 |
| 11       | Giancarlo Fisichella | Renault             | 1:24.434 | 1:23.771 |          |
| 12       | Jacques Villeneuve   | BMW Sauber          | 1:25.081 | 1:23.887 |          |
| 13       | Nico Rosberg         | Williams-Cosworth   | 1:24.495 | 1:23.966 |          |
| 14       | David Coulthard      | Red Bull-Ferrari    | 1:24.849 | 1:24.101 |          |
| 15       | Nick Heidfeld        | BMW Sauber          | 1:25.410 | 1:24.129 |          |
| 16       | Vitantonio Liuzzi    | Toro Rosso-Cosworth | 1:24.879 | 1:24.520 |          |
| 17       | Christian Klien      | Red Bull-Ferrari    | 1:25.410 |          |          |
| 18       | Scott Speed          | Toro Rosso-Cosworth | 1:25.437 |          |          |
| 19       | Tiago Monteiro       | MF1-Toyota          | 1:26.820 |          |          |
| 20       | Christijan Albers    | MF1-Toyota          | 1:27.088 |          |          |
| 21       | Szató Takuma         | Super Aguri-Honda   | 1:27.609 |          |          |
| 22       | Ide Judzsi           | Super Aguri-Honda   | 1:29.282 |          |          |

## Futam
A mezőny első fele minden gond nélkül rajtolt, hátul azonban nagy volt a tolakodás. Az utolsó helyről indult Ide Júdzsi hátulról megtolta Christijan Alberset, aki ennek következtében az autó elvesztette a tapadását, és kicsúszott a kavicságyba. A biztonsági autó bejött a pályára, így a vezető Schumacher elvesztette előnyét. A második körben ismét elrajtolhattak a versenyzők, és Schumacher szinte azonnal leszakadt a többiektől. Tíz kör után a nyolc pontszerző a következő volt: Michael Schumacher, Button, Massa, Alonso, Barrichello, Ralf Schumacher, Montoya és Webber. Fisichella a tizenegyedik helyről nem tudott előrébb kerülni, igaz, Renault-jában jóval több üzemanyag volt, mint a többiekében.
A tizennegyedik körben megkezdődtek a boxkiállások. Először Barrichello állt ki tankolni és gumit cserélni, majd a következő körben a második helyen autózó Button hajtott a bokszutcába, aki a hetedik helyre ért vissza. Michael Schumacher eddig tíz másodperces előnyre tett szert az akkor mögötte autózó Felipe Massával szemben, akit Fernando Alonso követett. A brazil a tizenkilencedik körben állt, így a világbajnoki címvédő előtt tiszta lett a pálya. Schumacher a következő körben látogatta meg szerelőit, és a második helyre jött vissza Fernando Alonso mögé, aki ekkor több mint hét másodperccel vezetett a Ferrari pilótája előtt, ám a spanyol csak a huszonötödik körben állt ki, de nem kapott a verseny végéig elegendő üzemanyagot. Ezután tizenegy másodperccel követte Schumachert a pályán. Alonso a huszonharmadik körben megfutotta a nagydíj leggyorsabb körét, 1:24.569 másodperces idővel.
Huszonhat kört követően a következő nyolc versenyző számíthatott pontra: Michael Schumacher, Alonso, Button, Massa, Montoya, Webber és Fisichella. Az utóbbi a huszonkilencedik körben hajtott a bokszutcába, de ő sem kapott elegendő mennyiségű üzemanyagot. Egy körrel később Jenson Button is kiállt tankolni, és meglehetősen nagy bonyodalmat okozott, ugyanis a nyalókás ember már akkor zöld utat mutatott neki, amikor a töltőcső még az autóján volt. A brit versenyző ezért elindult, de a cső feje a tank szájába szorult. Miután a szerelők sikeresen eltávolították a fejét a tankból, Button tovább folytatta a futamot. Eközben Alonso körről körre másfél másodperccel volt gyorsabb Schumachernél, ugyanis jobb volt a tapadása, mint a Ferrari német pilótájának. A spanyol a harmincnegyedik körben teljesen megérkezett Schumacher mögé, amely helyzet szinte megegyezett az előző évi futammal, csak a sorrend volt fordított.
Miután a következő néhány körben Alonso egyáltalán nem tudott támadást indítani a szűk imolai pályán, a Renault vezetősége úgy döntött, hogy kiveszi világbajnok versenyzőjüket a német mögül. Schumacher nem sokkal később ismét kihajtott a boxba, és mindenki meglepetésére Alonso elé tudott visszajönni, ami a hátramaradt körülbelül húsz körre újabb nagy harcot ígért, ugyanis a kettejük közti távolság mindössze fél másodperc volt. A csata szinte a verseny végéig zajlott, de az utolsó öt körben a Renault pilótája visszavett tempójából, és Schumacher megszerezhette első győzelmét az évadban. Alonsót Juan Pablo Montoya, Felipe Massa, Kimi Räikkönen, Mark Webber, Jenson Button illetve Giancarlo Fisichella követte.
| Helyezés | Rajtszám | Versenyző            | Csapat/Motor        | Futott kör | Idő/Kiesés oka | Rajthely | Pont |
| -------- | -------- | -------------------- | ------------------- | ---------- | -------------- | -------- | ---- |
| 1        | 5        | Michael Schumacher   | Ferrari             | 62         | 1h31:06.486    | 1        | 10   |
| 2        | 1        | Fernando Alonso      | Renault             | 62         | + 2.096        | 5        | 8    |
| 3        | 4        | Juan Pablo Montoya   | McLaren-Mercedes    | 62         | + 15.868       | 7        | 6    |
| 4        | 6        | Felipe Massa         | Ferrari             | 62         | + 17.096       | 4        | 5    |
| 5        | 3        | Kimi Räikkönen       | McLaren-Mercedes    | 62         | + 17.524       | 8        | 4    |
| 6        | 9        | Mark Webber          | Williams-Cosworth   | 62         | + 37.739       | 10       | 3    |
| 7        | 12       | Jenson Button        | Honda               | 62         | + 39.635       | 2        | 2    |
| 8        | 2        | Giancarlo Fisichella | Renault             | 62         | + 40.200       | 11       | 1    |
| 9        | 7        | Ralf Schumacher      | Toyota              | 62         | + 45.511       | 6        |      |
| 10       | 11       | Rubens Barrichello   | Honda               | 62         | + 1:17.851     | 3        |      |
| 11       | 10       | Nico Rosberg         | Williams-Cosworth   | 62         | + 1:19.675     | 13       |      |
| 12       | 17       | Jacques Villeneuve   | BMW Sauber          | 62         | + 1:22.370     | 12       |      |
| 13       | 16       | Nick Heidfeld        | BMW Sauber          | 61         | + 1 kör        | 15       |      |
| 14       | 20       | Vitantonio Liuzzi    | Toro Rosso-Cosworth | 61         | + 1 kör        | 16       |      |
| 15       | 21       | Scott Speed          | Toro Rosso-Cosworth | 61         | + 1 kör        | 18       |      |
| 16       | 18       | Tiago Monteiro       | MF1-Toyota          | 60         | + 2 kör        | 19       |      |
| Ki       | 14       | David Coulthard      | Red Bull-Ferrari    | 47         | Féltengely     | 14       |      |
| Ki       | 22       | Szató Takuma         | Super Aguri-Honda   | 44         | Kicsúszás      | 21       |      |
| Ki       | 15       | Christian Klien      | Red Bull-Ferrari    | 40         | Hidraulika     | 17       |      |
| Ki       | 23       | Ide Judzsi           | Super Aguri-Honda   | 33         | Felfüggesztés  | 22       |      |
| Ki       | 8        | Jarno Trulli         | Toyota              | 5          | Kormányzás     | 9        |      |
| Ki       | 19       | Christijan Albers    | MF1-Toyota          | 0          | Baleset        | 20       |      |

## A világbajnokság élmezőnyének állása a verseny után
| H | Versenyzők           | Pont | H | Konstruktőrök    | Pont |
| - | -------------------- | ---- | - | ---------------- | ---- |
| 1 | Fernando Alonso      | 36   | 1 | Renault          | 51   |
| 2 | Michael Schumacher   | 21   | 2 | McLaren-Mercedes | 33   |
| 3 | Kimi Räikkönen       | 18   | 3 | Ferrari          | 30   |
| 4 | Giancarlo Fisichella | 15   | 4 | Honda            | 15   |
| 5 | Juan Pablo Montoya   | 15   | 5 | BMW Sauber       | 10   |

## Statisztikák
A versenyben vezettek:
- Michael Schumacher 55 kör (1–20., 26–42., 45–62.),
- Fernando Alonso 5 kör (21–25.)
- Juan Pablo Montoya 2 kör (43–44.).

Michael Schumacher 85. (R) győzelme, 66. (R) pole-pozíciója, Fernando Alonso 5. leggyorsabb köre.
- Ferrari 184. győzelme.
- Ez volt Ide Júdzsi utolsó Formula–1-es versenye.
- Michael Schumacher ezen a futamon szerezte meg 66. pole-pozícióját, megdöntve Ayrton Senna rekordját, aki 1994-ben ugyanezen a pályán szenvedett halálos balesetet. A háromszoros világbajnok brazil versenyző utolsó nagydíját is az első rajtkockából kezdhette meg.